# Rogersiomyces
Rogersiomyces är ett släkte av svampar. Rogersiomyces ingår i familjen Sporidiobolaceae, ordningen Sporidiobolales, klassen Microbotryomycetes, divisionen basidiesvampar och riket svampar.
|               | Sporidiobolus                                  |
|               |                                                |
| Rogersiomyces | \| \| Rogersiomyces okefenokeensis \| \| \| \| |
|               | \| \| Rogersiomyces okefenokeensis \| \| \| \| |
|               | Aessosporon                                    |
|               |                                                |
|               | Rogersiomyces okefenokeensis                   |
|               |                                                |

|  | Rogersiomyces okefenokeensis |
|  |                              |